# Nevado del Ruiz
A Nevado del Ruiz egy rétegvulkán az Andokban, Kolumbiában, Caldas és Tolima megyék határán. Ez a legészakibb és legmagasabb vulkán történelmi aktivitással az országban.

## Elhelyezkedés
Közép-Kolumbiában található, 130 kilométernyire Kolumbia fővárosától, Bogotától.

## 1985-ös kitörése
1985. november 13-án délután 15 óra 6 perckor a Nevado del Ruiz heves robbanással kitört. Délután 17 órakor a vulkán piroklasztanyagokat és hamut lövellt Armeróra. A polgármester és a helyi pap nyugalomra intette a lakosságot. Két órával később a Vöröskereszt megkezdte a város kiürítését, de félbehagyták a dolgot amikor a hamueső megszűnt.
Este 21 óra 8 perckor, amikor már minden nyugodtnak látszott, hatalmas erővel láva tört elő a vulkánból és elolvasztotta a havat és a jeget a csúcson. A piroklasztikus anyag összekeveredett a hóval létrehozva a lahart, amely több völgyön folyt le a hegyről.
Ezek a folyások több mint 50km/óra sebességgel haladtak. Az egyik elérte a Cauca folyót és elárasztotta Chninchiná városát, ahol 1927 emberéletet oltott ki. A többi lahar az 1595-ben és az 1845-ben kialakult vízmosásokban haladt.
Az egyik, amelyik keresztülment a Gaulí folyó völgyén, 50 méter vastag volt, de szerencsére nem érintett lakott területeket. A lahar felgyorsult, mielőtt két órával a kitörés után elérte volna a Lagunillas folyót és a szomszédos Armero városát. 
Armeróban alig néhány perc leforgása alatt a sár-, hó- és piroklasztfolyam eltörölte a várost a föld színéről, a 28 700 lakosból 21 000-en meghaltak. Armero összesen négy lavinával szembesült, mielőtt a tombolás csillapodott volna. Az egyik lahar, amely este 23 óra 35 perckor csapott le, több mint 5 méter vastag volt.
Ez volt a 20. század második legsúlyosabb vulkáni katasztrófája (a Mont Pelée 1902-s kitörése volt a legsúlyosabb). Közel huszonhárom ezer ember és 15 ezer állat veszett oda, további 4500 ember megsérült, és több mint nyolcezren otthontalanná váltak. A katasztrófa közel egymilliárd dollár anyagi kárt okozott, amely Kolumbia GDP-jének 20 százaléka.
A katasztrófa előtt több újságíró és tudós látogatta meg a kormányt és mondták el nekik hogy a vulkán ki fog törni, de a kormány nem hallgatott rájuk. A várost még az 1990-es évek közepén is hat méter hamu és törmelék borította. A helyiek sokszor találnak még emberi maradványokat.